# Inspiring Fifty
Inspiring Fifty est une initiative, organisée depuis 2013 par le réseau EQL:HER, dont le but est de promouvoir, dans chaque pays participant, cinquante femmes qui se sont particulièrement distinguées dans les secteurs de la science, technologie, ingénierie et mathématiques (STIM). Figurer sur la liste des cinquante femmes inspirantes est non seulement une reconnaissance pour les femmes, entrepreneures, managers, professeures d'université, chercheuses et représentantes d'institutions, mais aussi et surtout une référence, un modèle pour les nouvelles générations. L'objectif de l’initiative est d'encourager les femmes à occuper des postes à responsabilité dans des secteurs technologiques, où elles sont traditionnellement sous-représentées et y accroître la diversité,.

## Fonctionnement
Inspiring Fifty est fondée en 2013 par Janneke Niessen et Joelle Frijters et constituée en association sans but lucratif, établie aux Pays-Bas,.

« Si vous n'avez pas de modèle, vous ne pouvez pas rêver de ce que vous pouvez accomplir. (Elke Kraemer, Joëlle Frijters) »

Le projet est organisé sous forme de plateforme et propose des événements, des publications et des ateliers. Il démarre aux Pays-Bas. En 2022, des listes de cinquante femmes inspirantes sont établies dans huit pays supplémentaires, Canada, Belgique, Italie, Royaume-Uni, Danemark, Finlande, Suède, Afrique du Sud, pour leur accorder une reconnaissance et servir de modèles et d'inspiration à toutes les femmes. Le projet soutient également les médias et les organisateurs de conférence et les aide à identifier des interlocutrices,,.
En général, après un appel à candidatures, une liste de nommées est établie. Un jury composé de personnalités du secteur technologique analyse cette liste et décide de la liste finale de cinquante noms.

### Afrique du Sud
La première liste de 50 femmes inspirantes d'Afrique du Sud est publiée en 2017, sur base d'une liste de 232 nominations. Aisha Pandor de SweepSouth, Lindiwe Matlali, fondatrice et PDG d'Africa Teen Geeks, Rapelang Rabana fondatrice et PDG de Rekindle Learning, Ellen Fischat, directrice générale de Silicon Cape, Nunu Ntshingila, responsable de Facebook Afrique et Yolisa Kani, responsable des politiques publiques d'Uber SA, sont parmi les lauréates de cette première édition.

### Belgique
Le projet est initié en Belgique en 2019 par Elke Kraemer, et Joëlle Frijters. La première liste de femmes inspirantes est adoptée par le jury en 2020. Elle comprend des femmes occupant des postes de direction, y compris des PDG, de grandes entreprises, des universitaires, de fondatrices de start-up, etc. Parmi ces femmes figurent notamment Ilham Kadri (Solvay) et Geertrui Mieke De Ketelaere (IMEC), Christine Van Broeckhoven (Centre de neurologie moléculaire de l'Université d'Anvers), Heidi Rakels (Guardsquare), Ingrid Daubechies (Duke University), Pattie Maes (MIT). La liste inclut aussi bien des femmes diplômées en science, technologie, ingénierie et mathématiques (STIM) que des femmes qui ne le sont pas. Une deuxième sélection a lieu en 2022. En Belgique, à peine 4,7 % des femmes dans le secteur des technologies occupent des postes de direction.

#### Deep Tech Benelux
À la liste de femmes belges de 2020, s'ajoute une liste Inspiring Fifty Deep Tech Benelux, qui vise les femmes ayant une expertise dans la Deep Tech, des innovation technologiques particulièrement innovantes, aux Pays-Bas et en Belgique,. Parmi les lauréates de 2022, figure Hanneke Schuitemaker qui a été impliquée dans la mise au point de nombreux vaccins dont celui contre le SARS-CoV2.

### Europe
Une liste spécifique à l'Europe est établie en 2022, sur laquelle on trouve Anne Boden, Anne-Marie Imafidon, Christine Van Broeckhoven, Edwina Dunn, Emma Sinclair, Helen O'Neill (en), Ilham Kadri, Joanna Shields, Kathryn Parsons, Larissa Suzuki (en), Melissa Di Donato (en), Mursal Hedayat (en), Nadine Khouzam, Nicola Mendelsohn (en), Priya Guha (en), Roberta Lucca (en), Robyn Scott (en), Sheree Atcheson, Sonali De Rycker et Sonya Barlow.

### France
En France, Inspiring Fifty est organisé dès 2017, en collaboration avec la publication The Innovator. Céline Lazorthes et Axelle Lemaire font partie des lauréates 2017, Céline Lazorthes et Marie Ekeland de celles de 2018.

### Italie
En Italie, Inspiring Fifty commence en 2018 avec 200 candidates.
La seconde édition a lieu en 2021 et est organisée en collaboration avec Eni, Dazn and Klecha & Co. et le Corriere della Sera.

### Pays nordiques
En 2016, Sara Öhrvall, Stina Bergfors (sv) et Charlotte Svensson (sv) sont parmi les lauréates de la section Ispiring Fifty Nordic.

### Royaume-Uni
Au Royaume-Uni, le projet Inspiring Fifty est conduit par accelerateHER et établit sa première liste en 2021. Le prix Inspiring Fifty est organisé dans le cadre de la London Tech Week. Parmi les lauréates figure Sonya Barlow, fondatrice de Like Minded Females Network.